# گل‌آشیان
گِل‌آشیان یا گل‌آشیان استرالیایی نامی است که برای دو گونه پرنده در خانواده گل‌آشیانان (نام علمی: Corcoracidae) به‌کار می‌رود. تیره گل‌آشیانان در راسته گنجشک‌سانان قرار دارد. هر دو گونه این تیره بومی استرالیا هستند.

## گونه‌ها
- زاغ بال‌سفید، Corcorax melanorhamphos
- مرغ حواری، Struthidea cinerea